# Середо (Західна Вірджинія)
Середо (англ. Ceredo) — місто (англ. city) в США, в окрузі Вейн штату Західна Вірджинія. Населення — 1408 осіб (2020).

## Географія
Середо розташоване за координатами 38°23′38″ пн. ш. 82°33′0″ зх. д. / 38.39389° пн. ш. 82.55000° зх. д. (38.393812, -82.550074).  За даними Бюро перепису населення США в 2010 році місто мало площу 5,86 км², з яких 3,97 км² — суходіл та 1,89 км² — водойми.

## Демографія
Згідно з переписом 2010 року, у місті мешкало 1450 осіб у 638 домогосподарствах у складі 378 родин. Густота населення становила 248 осіб/км².  Було 718 помешкань (123/км²).
Расовий склад населення:
| - 98,2 % — білих - 0,3 % — корінних американців - 0,1 % — чорних або афроамериканців - 0,1 % — азіатів |

До двох чи більше рас належало 1,2 %. Частка іспаномовних становила 0,8 % від усіх жителів.
За віковим діапазоном населення розподілялося таким чином: 16,1 % — особи молодші 18 років, 57,3 % — особи у віці 18—64 років, 26,6 % — особи у віці 65 років та старші. Медіана віку мешканця становила 48,9 року. На 100 осіб жіночої статі у місті припадало 74,1 чоловіків;  на 100 жінок у віці від 18 років та старших — 75,1 чоловіків також старших 18 років.
Середній дохід на одне домашнє господарство  становив 51 733 долари США (медіана — 41 146), а середній дохід на одну сім'ю — 64 137 доларів (медіана — 53 646). За межею бідності перебувало 18,1 % осіб, у тому числі 14,8 % дітей у віці до 18 років та 10,7 % осіб у віці 65 років та старших.
Цивільне працевлаштоване населення становило 562 особи. Основні галузі зайнятості: освіта, охорона здоров'я та соціальна допомога — 37,4 %, науковці, спеціалісти, менеджери — 11,6 %, виробництво — 10,1 %, роздрібна торгівля — 8,9 %.